# Meksiko
 Ovo je glavno značenje pojma Meksiko. Za druga značenja pogledajte Meksiko (razdvojba).
Sjedinjene Meksičke Države (španj. Estados Unidos Mexicanos), ili kraće Meksiko, je država u Sjevernoj Americi koja graniči na sjeveru sa Sjedinjenim Američkim Državama, na jugoistoku s Gvatemalom, Belizeom i Karipskim morem, dok na zapadu ima izlaz na Tihi ocean, a na istoku na Meksički zaljev. Po ustavnom uređenju, Meksiko je federalna republika koja se sastoji od 31 savezne države i jednog federalnog distrikta (México, D. F.) koji je 31. siječnja 2017. prestao postojati pa je glavni grad proglašen 32. saveznom državom pod imenom Ciudad de Mexico (eng. Mexico City).
S površinom od gotovo 2 milijuna kvadratnih kilometara, Meksiko je peta država po veličini u Americi i četrnaesta u svijetu. Po ukupnom broju stanovnika, Meksiko se nalazi na jedanaestom mjestu najnaseljenijih zemalja svijeta, a po broju izvornih govornika španjolskog nalazi se na prvom mjestu.

## Povijest

### Pretkolumbovsko razdoblje
Smatra se da su prvi ljudi na Meksičku visoravan došli prije 40.000 godina. Dugo vremena su se bavili lovom i skupljanjem plodova. Prije 9000 godina su počeli uzgajati kukuruz. Nakon toga je došlo do formiranja prvih civilizacija. Od 1800. g. p. K. su se razvile razne indijanske kulture kao što su: Olmeci, Izapa, Maje, Zapoteci, Huasteci, Tarascan, Tolteci i Azteci. Razvili su značajna dostignuća u matematici i astronomiji. Glavni grad Azteka Tenochtitlan je 1500. bio najveći grad na svijetu s oko 350.000 stanovnika.

### Španjolska kolonizacija
Španjolci su u Meksiko došli 1519, a do 1521. su osvojili Tenochtitlan i srušili državu Azteka. 1535. je osnovano Vicekraljevstvo Nova Španjolska (prva španjolska kolonija u Americi). Obuhvaćalo je teritorij od Britanske Kolumbije u današnjoj Kanadi do Nikaragve. Kralj Karlo V. je imenovao Antonija de Mendoza prvim potkraljem. Španjolci su uništavali domorodačke svetinje i podizali crkve i samostane, ali su zabilježene i pojave miješanja i povezivanja starih vjerovanja s kršćanstvom. Mit o Quetzalcoatlu prilagođen je kršćanskoj viziji sv. Tome Apostola, a religiozni misterij Tonantzine poistovjetio se s Gospom Guadalupe. Kad se 1531. godine jednom domorocu između mjesta Pueble i Tlaxcale ukazalo priviđenje boga Quetzalcoatla, pernate zmije kako leti, Španjolci su na tom mjestu sagradili novu crkvu nazivajući ju Sv. Toma/Quetzalcoatl. Iste godine pojavila se Gospa Guadalupe u gradu Meksiku, pa je na tom mjestu sagrađena mala kapela kojoj je kasnije pridodano ime Tonantzin/Guadalupe, zajedničko svetište obiju naroda. Na taj način je kršćanstvo ulazilo u domorodačke zajednice i nastajao religiozni sinkretizam. Redovnici su staru astečku školu preuredili u učilište Santa Cruz de Tlatelolco. Godine 1959. pod vodstvom Angel Marie Garibaya i Miguela Leona Portille tiskao se časopis Estudios de Cultura Nahuatl, u kojemu su predstavljeni istraživački radovi s različitih područja astečke kulture.

### Neovisnost
16. rujna 1810. je Miguel Hidalgo y Costilla proglasio nezavisnost Meksika u mjestu Dolores kod Guanajuata. Prvu skupinu je formirao buntovnik Miguel Hidalgo y Costilla. Potkraljevski kapetan je bio Ignacio Allende, Šef policije Juan Aldama i "La Corregidora" Josefa Ortiz de Domínguez. Španjolski plemić y Costilla i njegovi preostali vojnici su uhvaćeni u državi Jalisco. Suđeno mu je na sudu za inkviziciju, a proglašen je krivim za izdaju. Bio je pogubljen od plamena odjeljenja u Chihuahuau 31. srpnja 1811. Nakon smrti oca španjolskog plemića y Costilla, rukovodstvo revolucionarne vojske je preuzeo svećenik José María Morelos. Pod njegovim vodstvom gradovi Oaxaca i Acapulco su bili zauzeti. 1813. Kongres u Chilpancingou je sazvan 6. studenog te godine i potpisao je prvi službeni dokument o nezavisnosti. 1815. Morelosa su zarobile španjolske kolonijalne vlasti, suđeno mu je za izdaju i pogubljen je u San Cristóbalu Ecatepecu 22. prosinca. Ropstvo je ukinuto 1829. godine.

### Druga polovica 19. stoljeća, 20. i 21. stoljeće

#### Prva republika i odvajanjeTeksasa
Drugi predsjednik Meksika Visent Gerero je pobijedio na izborima, iako većina stanovništva nije bila za njega. Meksički ustav je bio sličan američkome, ali većini stanovništva nije bilo omogućeno glasanje. Konzervativna partija je potakla revoluciju pod vodstvom generala Bustamantea, koji postaje predsjednik 1830. Federalisti su zamolili generala Antonija Lopeza de Santa Anu da zbaci Bustamantea.
Nakon uspješnog preokreta održani su izbori, na kojima general Santa Ana 1832. postaje predsjednik. General Santa Ana je bio predsjednik nekoliko puta, stalno mijenjajući političke stranke. Tijekom 1834. ukinuo je savezni ustav, izazivajući pobune na Yucatanu i najsjevernijim teritorijama u Teksasu. Oba teritorija su tražila nezavisnost. Poslije pregovora Yucatan se vraća pod meksički suverenitet. Stanovnici Teksasa su bili predvođeni uglavnom od strane naseljenika, koji su govorili engleski. Teksas se osamostalio 1836., a 1845. je postao dio SAD-a.

#### Rat sa SAD-om
SAD su 1846. prihvatile teksašku želju da postanu dio SAD i šalju vojsku u Teksas, da osiguraju novi teritorij. Meksiko je zahtijevao da se vojska SAD-a povuče iz Teksasa. Smatrao je to miješanjem SAD-a u unutrašnje poslove, jer Meksiko nije priznao nezavisnost Teksasa. Meksička vojska je napala, ubila nekoliko američkih vojnika, zarobila jedan odred vojnika. Američki predsjednik je tražio od Kongresa sa se krene u rat, što je Kongres izglasao 13. svibnja 1846. Meksiko je proglasio rat 23. svibnja 1846. Tijekom Meksičko-američkog rata (1846. – 1848.) Meksiko je poražen. Vojska SAD-a je zauzela meksički glavni grad Meksiko i mnoge druge dijelove Meksika.
Rat je završen Ugovorom iz Guadalupe Hidalga, po kome su SAD kupile uglavnom prazne sjeverne teritorije za 15 milijuna dolara. Tijekom sljedećih desetljeća Amerikanci su nastanili te teritorije i stvorili su niz država: Kalifornija, Nevada, Utah, velik dio Arizone, Novi Meksiko i Colorado. Poluotok Baja California nije bio uključen u taj ugovor.

#### Borba za vlast
U Meksiku na vlast dolaze liberali. 1857. je proglašen novi ustav prema kojem katoličanstvo prestaje biti jedina vjera. Konzervativci su se pobunili i pokrenuli tzv. Reformski rat 1857. – 1861. Tijekom rata su postojale dvije vlade, konzervativna u Mexicu i liberalna u Veracruzu. Nakon rata su pobijedili liberali (predsjednik Benito Juárez).
Nakon toga je Francuska intervenirala u Meksiku u korist konzervativaca i dovela na vlast hasburškog nadvojvodu Ferdinanda Maximilijana kao cara Meksika. SAD podržava svrgnutog predsjednika Juareza koji je 1862. pobijedio Maximilijana. Time je Meksiko ponovo postao republika. 1864. se uz francusku pomoć na vlast vratio car, a 1867. je ponovo vraćena republika i Maximilijan je ubijen. 1876. dolazi na vlast predsjednik Porfirio Diaz koji je vladao do 1911.
1910. su održani izbori nakon kojih kandidat Francisco Madero smatra da su lažirani i pokreće revoluciju protiv Diaza. Vođe revolucije su bili Emiliano Zapata na jugu i Pancho Villa na sjeveru. 1911. je Diaz podnio ostavku, ali je došlo do borbi za vlast između Madera, Zapate i Ville. Svi oni su ubijeni u borbama. 
1920. je na vlast došao Álvaro Obregón. On je postigao koncenzus u državi i borbe su prestale. 1929. je predsjednik postao Plutarco Elias Calles. On je osnovao Nacionalnu revolucionarnu partiju koja je ostala na vlasti sve do kraja 20. st. U razdoblju do 2. svj. rata dolazi do gospodarske krize, a nakon rata se smjenjuju razdoblja krize i gospodarskog rasta. Od 1994. dolazi do pobune Indijanaca u pokrajini Chiapas. Iste godine Meksiko ulazi sa SAD-om i Kanadom u Zonu slobodne trgovine NAFTA. 2000. nakon 60 godina na vlast dolazi oporba (predsjednik Vicente Fox). Od 2006. vlada Felipe Calderón koji je iste godine poveo rat protiv narko-kartela.

## Politika
Prema Političkom ustavu Sjedinjenih Meksičkih Država (španj. Constitución Política de los Estados Unidos Mexicanos ), usvojenim 5. veljače 1917., Meksiko je demokratska, predstavnička i savezna republika koja se sastoji od trideset i jedne slobodne i suverene države i jednog federalnog distrikta kao glavnog grada, sjedišta savezne vlade. Savezna tijela ustrojena su po načelu trodiobe vlasti na zakonodavnu, izvršnu i sudbenu.
Na čelu izvršne vlasti je predsjednik Republike (predsjednički sustav vlade). Predsjednik Republike je šef države, istovremeno i šef vlade, a također i vrhovni zapovjednik oružanih snaga. Mandat predsjednika Republike traje šest godina i ne postoji mogućnost ponovnog obnašanja dužnosti. Predsjednik se bira na općim i neposrednim izborima. Od 2006. godine predsjedničku dužnost obnaša Felipe Calderón. Predsjednik imenuje državne tajnike i druge članove svog kabineta (tj. vlade).  Osim toga, imenuje meksičke veleposlanike, ima ovlast sklapanja međunarodnih ugovora, ima pravo veta na zakone izglasane u Kongresu, predlaže kandidate za članove Vrhovnog suda pravde (ministre). Također ima ovlast donošenja predsjedničkih dekreta.
Zakonodavnu vlast obavlja Kongres Unije (španj. Congreso de la Unión), koja se sastoji od dva doma: Dom senatora (La Cámara de Senadores) (gornji dom) i Dom zastupnika (donji dom).
Na čelu sudbene vlasti nalazi se Vrhovni sud pravde (Suprema Corte de Justicia de la Nación). Sudbenu vlast čine i niži te specijalni sudovi. Vrhovni sud sastoji se od 11 ministara koje bira Kongres. Mandat ministara traje petnaest godina.

## Savezne države
Sjedinjene Meksičke Države su federacija koja se sastoji od trideset i jedne slobodne i suverene države (španj. estado). Federalni distrikt (španj. distrito federal) ne pripada niti jednoj saveznoj državi, već cjelokupnom savezu, te je on glavni grad i sjedište savezne vlade.
| Politička podjela Meksika           |                      |                |                           |  |
|                                     |                      |                |                           |  |
| Federalna jedinica                  | Stanovništvo (2005.) | Površina (km2) | Glavni grad               |  |
| Sjedinjene Meksičke Države          | 103.088.000          | 1.959.248      | Ciudad de México          |  |
| 1. Aguascalientes                   | 1.065.416            | 5.625          | Aguascalientes            |  |
| 2. Baja California                  | 2.842.000            | 71.546         | Mexicali                  |  |
| 3. Baja California Sur              | 517.000              | 73.943         | La Paz                    |  |
| 4. Campeche                         | 751.000              | 57.727         | San Francisco de Campeche |  |
| 5. Chiapas                          | 4.256.000            | 73.681         | Tuxtla Gutiérrez          |  |
| 6. Chihuahua                        | 3.238.000            | 247.487        | Chihuahua                 |  |
| 7. Coahuila de Zaragoza             | 2.475.000            | 151.445        | Saltillo                  |  |
| 8. Colima                           | 562.000              | 5.627          | Colima                    |  |
| 9. Durango                          | 1.489.000            | 123.367        | Victoria de Durango       |  |
| 10. Guanajuato                      | 4.893.000            | 30.621         | Guanajuato                |  |
| 11. Guerrero                        | 3.116 000            | 63.618         | Chilpancingo de los Bravo |  |
| 12. Hidalgo                         | 2.334.000            | 20.856         | Pachuca de Soto           |  |
| 13. Jalisco                         | 6.652.000            | 78.630         | Guadalajara               |  |
| 14. México                          | 14.161.000           | 22.333         | Toluca de Lerdo           |  |
| 15. Michoacán de Ocampo             | 3.988.000            | 58.667         | Morelia                   |  |
| 16. Morelos                         | 1.605.000            | 4.892          | Cuernavaca                |  |
| 17. Nayarit                         | 943.000              | 27.862         | Tepic                     |  |
| 18. Nuevo León                      | 4.164.000            | 64.203         | Monterrey                 |  |
| 19. Oaxaca                          | 3.522.000            | 93.343         | Oaxaca de Juárez          |  |
| 20. Puebla                          | 5.391.000            | 34.251         | H. Puebla de Zaragoza     |  |
| 21. Querétaro Arteaga               | 1.593.000            | 11.658         | Santiago de Querétaro     |  |
| 22. Quintana Roo                    | 1.134.000            | 42.535         | Chetumal                  |  |
| 23. San Luis Potosí                 | 2.412.000            | 61.165         | San Luis Potosí           |  |
| 24. Sinaloa                         | 2.610.000            | 57.331         | Culiacán Rosales          |  |
| 25. Sonora                          | 2.384.000            | 179.516        | Hermosillo                |  |
| 26. Tabasco                         | 2.013.000            | 24.747         | Villahermosa              |  |
| 27. Tamaulipas                      | 3.020.000            | 80.148         | Ciudad Victoria           |  |
| 28. Tlaxcala                        | 1.061.000            | 3.997          | Tlaxcala de Xicohténcatl  |  |
| 29. Veracruz de Ignacio de la Llave | 7.081.000            | 71.856         | Xalapa de Enríquez        |  |
| 30. Yucatán                         | 1.803.000            | 39.671         | Mérida                    |  |
| 31. Zacatecas                       | 1.357.000            | 75.416         | Zacatecas                 |  |
| 32. La Ciudad de México             | 8.670.000            | 1.484          |                           |  |

## Stanovništvo

### Etničke grupe
Indijanci su podijeljeni po brojnim plemenima što jezično pripadaju porodicama Mayan, Juto-astečki (jezična porodica), Hokan i drugima koji su manje zastupljeni. Plemena Meksika su: Acaxee (s: Acaxee, Sabaibo, Tebaca, Papudo, Tecaya), Achire, Acolhua, Aguacatec, Ahome, Aibine, Akwa’ala, Amuzgo, Aripa, Aztec (s: Acolhua, Tlacopan, Tenochca), Baciroa, Bagaces, Baimena, Bamoa, Cahita (s: Bamoa, Cinaloa, Mayo, Tehueco, Yaqui i Zuaque), Carrizo, Cazcan (s: Coca, Tecuexe, Cazcan), Chañabal, Chatino, Chiapanec, Chicomuceltec, Chinantec (s: Hume i Wahmi), Chinarra, Chinipa, Chizo, Chocho, Chol, Chontal, Cinaloa, Coahuiltec (s Hume), Coano, Coca, Cochimi, Cocomacaque, Cocopa (dijelom), Colotlan, Comanito, Comecrudo, Comopori, Concho, Conicari, Cora (s: Coano, Huaynamota, Zayahueco), Cora, Cuahcomeca, Cuicatec, Cuitlatec, Cuyuteca, Didú, Diegueño (dijelom), Edú, Eudeve, Gocoyome, Guachichil, Guasapar, Guasave (s: Achire, Ahome, Comopori, Vacoregue), Halyikwamai ili Kikima (dijelom), Himeri (u Pima), Hine, Hio, Huastec, Huave, Huaynamota, Huichol, Huite, Icaiche, Ika, Irritila, Itzuco, Ixcatec, Janambre, Jano, Jocome, Jova, Jumano, Kamia (dijelom), Kiliwa, ili Kiliwi, Kohuana (dijelom), Lacandon, Lagunero, Laymon, Liyu, Macoyahui, Mame (dijelom), Matlatzinca (s: Atzinca, Matlame, Ocuiltec, Quata), Maya (s: Icaiche, Lacandon, Maya, Santa Cruz ili Cruzob), Mayo, Mazahua, Mazatec, Meztitlanec, Mixe, Mixtec, Mocorito, Monqui, Motozintlec, Nebome, Nio, Ocoroni, Ocuiltec, Olive, Olmeci, Ópata, Otomi (s: Serrano), Pachera, Pame, Papabucos, Papudo, Pericu, Piato (u Pima), Pima Bajo (s: Cocomacaque, Yecora, Nebome, Ures), Pisone, Pochutla, Popoloca, Popoluca, Potlapiqua (u Pima), Quata, Sabaibo, Seri (s: Guayma, Tepocas, Salineros, Upanguayma, Tiburones), Sayula, Sayultec, Soltecos, Suma, Tahue (s: Comanito, Mocorito), Tamaulipec, Tamazulteca, Tapachultec, Tarahumara, Tarasco, Tebaca, Tecaya, Teco-Tecoxquin, Tecual, Tecuexe, Tehueco, Temori, Tenochca, Tepahue, Tepanec, Tepecano, Tepehua, Tepehuane, Tequistlatec, Teul, Texixtepec, Tlacopan, Tlacotepehua-Tepuzteca, Tlapanec, Tlascala ili Tlaxcalteca, Toboso (s: Gocoyome), Tolimeca, Totonac, Totorame, Trique, Tubar, Tzeltal, Tzotzil, Uchita, Ures, Vacoregue, Varohío (s: Chinipa, Guasapar, Temori), Vigitega, Waicuri, Xilotlantzinca, Xixime (s: Aibine, Hine, Hume), Yaqui, Yecora, Zacateco, Zapotec, Zayahueco, Zoe (s: Baimena, Zoe), Zoque i Zuaque.

## Zemljopis

### Klima
Klima u Meksiku dijeli se na tropsku i suptropsku klimu, a ovisi i o nadmorskoj visini:
- do 1000 m. - Tierra caliente - vruća zemlja/prašuma,
- od 1000-2000 m. - Tierra templada - umjerena zemlja/tropske klime i kukuruz,
- od 2000-3000 m. - Tierra fria - svježa zemlja/žitarice,
- od 3000-4000 m. - Tierra helada - hladna zemlja/visokoplaninski pašnjaci,
- preko 4000 m. - Tierra nevada - snježna zemlja/najviši planinski vrh-stalni snijeg.

## Razno
- Komunikacije u Meksiku
- Prijevoz u Meksiku
- Oružane snage Meksika
- Vanjski poslovi Meksika
- Popis gradova u Meksiku
- Hrvatsko-meksički odnosi

## Vanjske poveznice
- Mexico News  Arhivirana inačica izvorne stranice od 25. ožujka 2013. (Wayback Machine)
- Gob.mx - slušbena vladina stranica (šp.)
- Presidencia - službena predsjednička stranica
- Cámara de Diputados  Arhivirana inačica izvorne stranice od 25. studenoga 2005. (Wayback Machine) -
- Cámara de Senadores - službena senatska stranica